# Przejście graniczne Jasnowice-Bukovec
Przejście graniczne Jasnowice-Bukovec – polsko-czeskie drogowe i małego ruchu granicznego przejście graniczne położone w województwie śląskim, w powiecie cieszyńskim, w gminie Istebna, w Jasnowicach (jedno z osiedli Istebnej), zlikwidowane w 2007.

## Opis
Drogowe przejście graniczne Jasnowice-Bukovec z miejscem odprawy granicznej po stronie polskiej w miejscowości Jasnowice, zostało utworzone 28 lipca 1995. Dopuszczony był ruch pieszych, rowerzystów, motocykli i samochodów osobowych. Czynne było całą dobę. Od 31 marca 2006 roku rozszerzono o autokary (1 kwietnia–31 października), a od 6 kwietnia 2007 roku o samochody ciężarowe, o dopuszczalnej masie całkowitej do 3,5 tony. Kontrolę graniczną osób, towarów i środków transportu wykonywała kolejno: Graniczna Placówka Kontrolna Straży Granicznej w Cieszynie, Graniczna Placówka Kontrolna SG w Lesznej Górnej, Placówka SG w Lesznej Górnej i Placówka SG w Cieszynie.
Przejście graniczne małego ruchu granicznego Jasnowice-Bukovec istniało już 19 lutego 1996. Czynne było całą dobę. Dopuszczony był ruch pieszych, rowerzystów, motocykli, samochodów osobowych i transport rolniczy.
Do przejść granicznych po polskiej stronie prowadziła droga wojewódzka nr 943.
21 grudnia 2007 na mocy układu z Schengen przejścia graniczne zostały zlikwidowane.

### Przejścia graniczne z Czechosłowacją
W okresie istnienia Czechosłowackiej Republiki Socjalistycznej funkcjonowało w tym miejscu polsko-czechosłowackie przejście graniczne małego ruchu granicznego Jasnowice-Bukovec – II kategorii. Zostało utworzone 13 kwietnia 1960. Czynne było codziennie w godz. 6.00–18.00. Dopuszczony był ruch osób i środków transportu na podstawie przepustek w związku z użytkowaniem gruntów. Kontrolę graniczną i celną osób, towarów oraz środków transportu wykonywała załoga Strażnicy WOP Jaworzynka.
W II RP istniało polsko-czechosłowackie przejście graniczne Istebna-Bokovec (miejsce przejściowe po drogach ulicznych), na drogach celnych: Koniaków względnie Istebna (polski urząd celny Istebna) – Bokovec (czechosłowacki urząd celny Bokovec) i Andziekówka (polski urząd celny Istebna) – Bukovec (czechosłowacki urząd celny Bokovec). Dopuszczony był mały ruch graniczny. Przekraczanie granicy odbywało się na podstawie przepustek: jednorazowych, stałych i gospodarczych.

## Wydarzenia
- W pierwszym dniu otwarcia drogowego przejścia granicznego odprawiono około 1200 osób i 370 samochodów[1].
- 2006 – 18 września udaremniono przemyt papierosów w ilości 47 tysięcy sztuk. Papierosy miały trafić do Włoch[14].
- 2007 – 13 września ujawniono u podróżnych nie zgłoszenie do odprawy 1700 paczek papierosów ukrytych w samochodzie[14].

## Galeria

Przejście graniczne Jasnowice-Bukovec
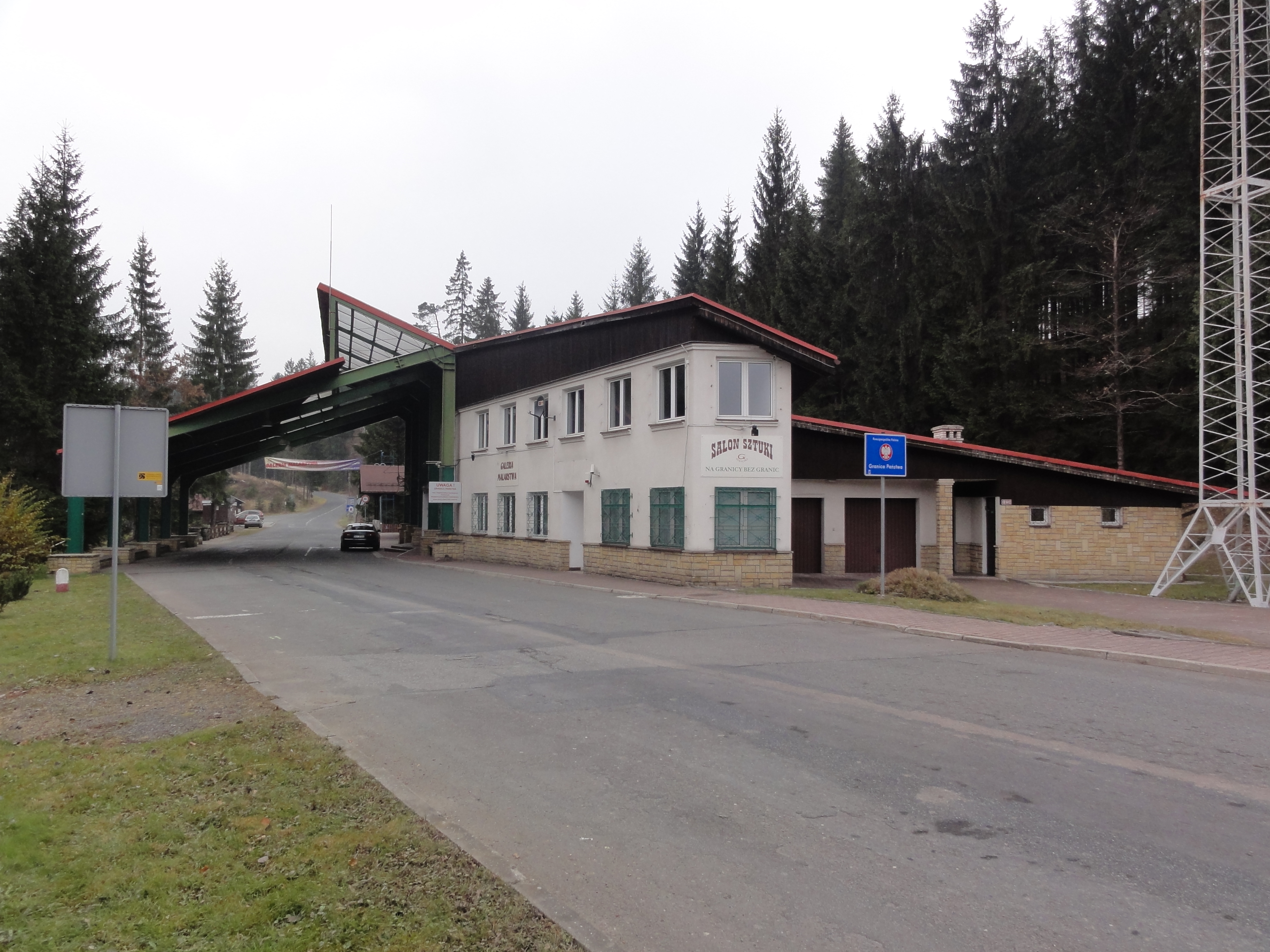
Widok od strony polskiej (listopad 2011)
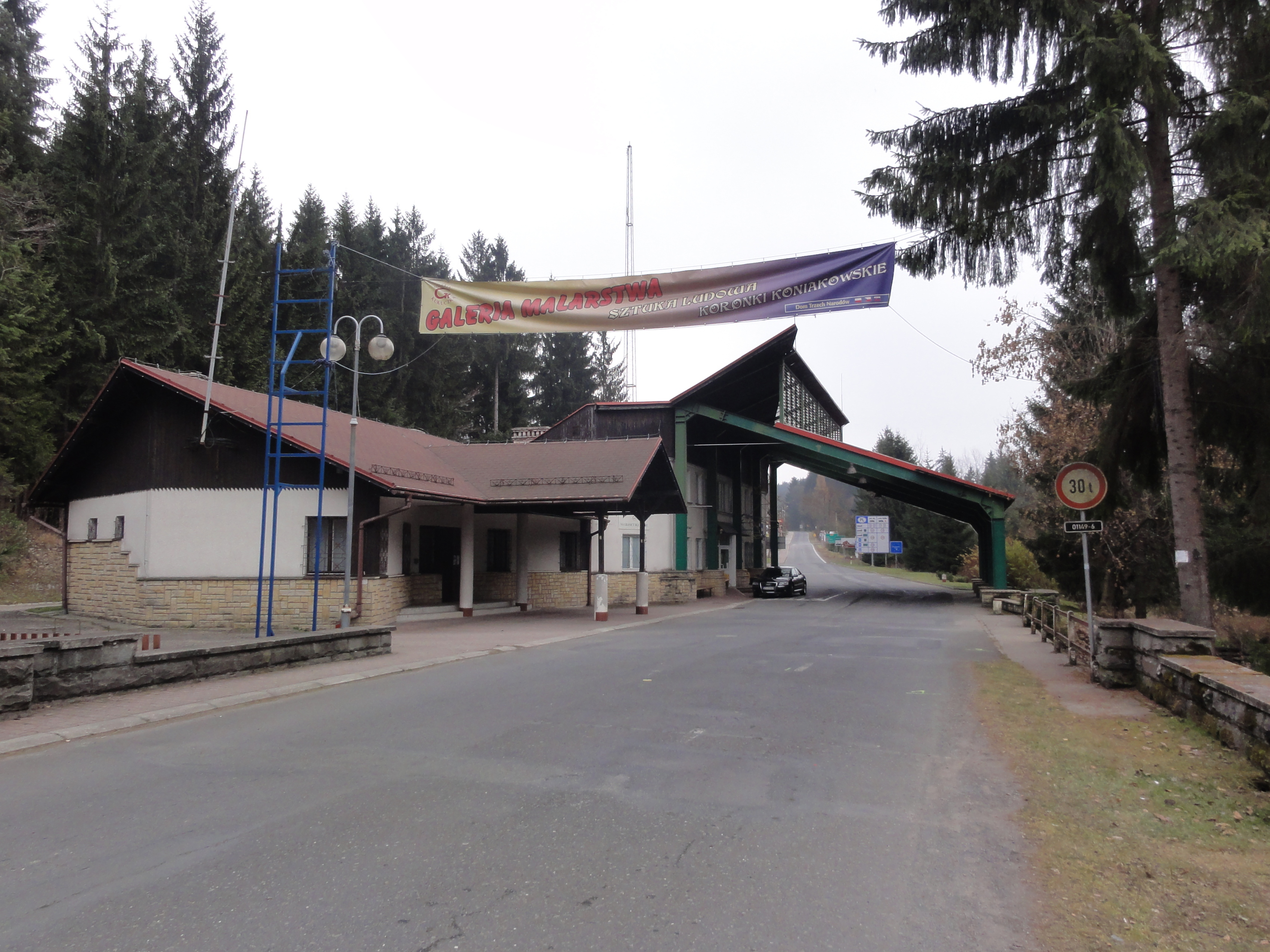
Widok od strony czeskiej (listopad 2011)